# Adobe InDesign
Adobe InDesign je software určený pro sazbu (desktop publishing) vyrobený firmou Adobe Systems.

## Historie
Adobe InDesign je nástupcem programu Adobe PageMaker, který Adobe získal koupí Aldus Corporation na konci roku 1994. První verze (1.0) byla vydána 16. srpna 1999. Program byl vytvořen jako přímá konkurence QuarkXPressu a zpočátku těžko získával nové uživatele. V roce 2002 se InDesign stal prvním DTP softwarem vydaným pro Mac OS X. Od verze CS je mimo jiné prodáván společně s programy Photoshop, Illustrator a Acrobat v balíčku Adobe Creative Suite. InDesign může importovat mimo jiné dokumenty ve formátech PDF, EPS, JPEG, TIFF a Microsoft Office, exportovat pak mimo jiné dokumenty formátu PDF (interaktivní a tiskové), EPS a JPEG. Program byl také první významnější DTP aplikací kompatibilní s kódováním Unicode pro zpracování textu, přidal podporu OpenType fontů.
V současnosti existuje 26 jazykových mutací tohoto programu.

## Skupiny uživatelů
InDesign vytvořil 86 uživatelských skupin ve 36 zemích s celkovým počtem více než 51 000 členů.